# Justice répressive
La justice répressive est la partie de la justice pénale qui punit le crime afin d'assurer la cohésion sociale de la société[style à revoir].